# 第26回選抜高等学校野球大会
第26回選抜高等学校野球大会（だい26かい せんばつこうとうがっこうやきゅうたいかい）は、阪神甲子園球場で1954年4月1日から4月7日まで7日間にわたって開催された選抜高等学校野球大会である。なお、「第7回選抜高等学校野球大会」（だい7かいせんばつこうとうがっこうやきゅうたいかい）として開催されているが、1955年に中等学校時代の大会と通算されることになり、現在は第26回として扱われている。

## 概要
この大会から、NHKテレビジョンによるテレビでの実況中継放送が始まった。

## 出場校
北海道
- 北海（北海道、2年連続3回目）

関東
- 早稲田実（東京、2年連続9回目）
- 湘南（神奈川、3年ぶり2回目）

北信越
- 飯田長姫（長野、初出場）

中部
- 浜松商（静岡、初出場）
- 中京商（愛知、2年連続12回目）
- 岡崎（愛知、5年ぶり2回目）

近畿
- 立命館（京都、30年ぶり2回目）
- 天理（奈良、初出場）
- 新宮（和歌山、3年ぶり2回目）
- 泉陽（大阪、初出場）
- 浪華商（大阪、2年連続10回目）
- 芦屋（兵庫、2年ぶり3回目）
- 滝川（兵庫、13年ぶり6回目）

中国
- 岡山東商（岡山、初出場）

四国
- 鳴門（徳島、2年ぶり4回目）
- 高知商（高知、4年ぶり3回目）

九州
- 小倉（福岡、2年連続5回目）
- 熊本工（熊本、4年ぶり6回目）

## 試合結果

### 1回戦
- 浪華商 3 - 2 中京商
- 鳴門 4 - 0 岡崎
- 泉陽 6 - 1 岡山東商

### 2回戦
- 飯田長姫 1 - 0 浪華商
- 高知商 1 - 0 湘南
- 熊本工 4 - 2 新宮
- 北海 4 - 1 滝川
- 小倉 8 - 0 立命館
- 鳴門 4 - 3 芦屋
- 泉陽 5 - 1 浜松商
- 早稲田実 6 - 0 天理

### 準々決勝
- 飯田長姫 2 - 1 高知商
- 熊本工 4 - 3 北海
- 小倉 5 - 2 鳴門
- 泉陽 3 - 1 早稲田実

### 準決勝
- 飯田長姫 6 - 0 熊本工
- 小倉 2 - 0 泉陽

### 決勝
|          | 1 | 2 | 3 | 4 | 5 | 6 | 7 | 8 | 9 | R |
| -------- | - | - | - | - | - | - | - | - | - | - |
| 飯田長姫 | 0 | 0 | 0 | 1 | 0 | 0 | 0 | 0 | 0 | 1 |
| 小倉     | 0 | 0 | 0 | 0 | 0 | 0 | 0 | 0 | 0 | 0 |

1. （飯）：光沢 - 篠田
2. （小）：畑 - 中山
3. 審判
［球審］大槻
［塁審］久保田、鍛治川、鈴木

## 大会本塁打
- 第1号：平田晟（泉陽）
- 第2号：堀田薫（北海）
- 第3号：西園寺昭夫（熊本工）

## その他の主な出場選手
- 工藤正明（北海）
- 榎本喜八（早稲田実）
- 河西宏和（早稲田実）
- 中山俊丈（中京商）
- 加藤克巳（中京商）
- 河井学（岡崎）
- 前岡勤也（新宮）
- 岡田守雄（新宮）
- 片岡宏雄（浪華商）
- 坂崎一彦（浪華商）
- 広島尚保（浪華商）
- 山本八郎（浪華商）

- 勝浦将元（浪華商）
- 喜吉文雄（滝川）
- 野上浩郷（岡山東商）
- 八田正（鳴門）
- 須藤豊（高知商）
- 片田謙二（高知商）
- 小谷信男（高知商）
- 門田良三（高知商）
- 添島時人（熊本工）
- 山村幹弘（熊本工）
- 田中春雄（熊本工）
- 酒井啓吾（熊本工）